# خوزه ایبارا
خوزه ایبارا (انگلیسی: José Iborra; ۱۲ ژوئن ۱۹۰۸ – ۱۷ سپتامبر ۲۰۰۲) بازیکن فوتبال اهل اسپانیا بود.
از باشگاه‌هایی که در آن بازی کرده‌است می‌توان به باشگاه فوتبال ژیرونا و باشگاه فوتبال بارسلونا اشاره کرد.